# 萱町 (豊橋市)
萱町（かやまち）は、愛知県豊橋市の地名。

## 地理
豊橋市中央部に位置する。東は新本町・花園町、西は松葉町、南は広小路、北は上伝馬町に接する。

### 通学区域
|            | 小学校             | 中学校             | 高等学校 |
| ---------- | ------------------ | ------------------ | -------- |
| 全域       | 豊橋市立松山小学校 | 豊橋市立中部中学校 | 三河学区 |
| 60番地のみ | 豊橋市立松葉小学校 | 豊橋市立豊城中学校 | 三河学区 |

## 歴史

### 人口の変遷
国勢調査による人口および世帯数の推移。
| 1995年（平成7年）  | 77世帯 210人 |  |
| 2000年（平成12年） | 84世帯 208人 |  |
| 2005年（平成17年） | 71世帯 157人 |  |
| 2010年（平成22年） | 68世帯 135人 |  |
| 2015年（平成27年） | 58世帯 114人 |  |

### 沿革
- 江戸時代 - 吉田城下二十四町のうちのひとつ[2]。明治初年には「豊橋萱町」となる[2]。
- 1889年（明治22年） - 豊橋町萱町となる[2]。
- 1906年（明治39年） - 豊橋市萱町となる[2]。
- 1958年（昭和33年） - 上伝馬町・松葉町・花園町・本町・指笠町・三浦町の各一部を編入し、一部が新本町・松葉町に編入される[2]。

## 施設
- 萱町駐車場[1]
- 松葉公園[1]

- 松葉公園

### WEB
1. ↑  “愛知県豊橋市の町丁・字一覧”.   人口統計ラボ. 2023年4月13日閲覧。
2. ↑  総務省統計局 (2017年1月27日). “平成27年国勢調査の調査結果(e-Stat) - 男女別人口及び世帯数 －町丁・字等” (CSV). 2021年7月21日閲覧。
3. ↑  “愛知県豊橋市の郵便番号一覧”.   日本郵便. 2023年4月13日閲覧。
4. ↑  “市外局番の一覧” (PDF).   総務省 (2022年3月1日). 2022年3月22日閲覧。
5. 1 2 3 4  豊橋市教育部学校教育課 (2024年4月1日). “校区早見表” (PDF).   豊橋市. 2025年6月26日閲覧。
6. ↑  総務省統計局 (2014年3月28日). “平成7年国勢調査の調査結果(e-Stat) - 男女別人口及び世帯数 －町丁・字等” (CSV). 2021年7月20日閲覧。
7. ↑  総務省統計局 (2014年5月30日). “平成12年国勢調査の調査結果(e-Stat) - 男女別人口及び世帯数 －町丁・字等” (CSV). 2021年7月20日閲覧。
8. ↑  総務省統計局 (2014年6月27日). “平成17年国勢調査の調査結果(e-Stat) - 男女別人口及び世帯数 －町丁・字等” (CSV). 2021年7月21日閲覧。
9. ↑  総務省統計局 (2012年1月20日). “平成22年国勢調査の調査結果(e-Stat) - 男女別人口及び世帯数 －町丁・字等” (CSV). 2021年7月21日閲覧。
10. ↑  総務省統計局 (2017年1月27日). “平成27年国勢調査の調査結果(e-Stat) - 男女別人口及び世帯数 －町丁・字等” (CSV). 2021年7月21日閲覧。

### 書籍
1. 1 2 3 4  「角川日本地名大辞典」編纂委員会 1989, p. 1786.
2. 1 2 3 4 5  「角川日本地名大辞典」編纂委員会 1989, p. 440.